# Norra Ängby
Norra Ängby är en stadsdel i Västerort inom Stockholms kommun. Stadsdelen gränsar till Bromma Kyrka, Riksby, Åkeshov, Nockebyhov, Södra Ängby, Blackeberg, Råcksta och Beckomberga. Norra Ängby räknas till Stockholms trädgårdsstäder. 
I östra delen av Norra Ängby ligger Kyrksjölötens naturreservat med Kyrksjön, som utgör gräns mot grannstadsdelen Bromma Kyrka.

## Äldre historia

### Björklunds hage
Björklunds hage (RAÄ 62) var gravplatsen för det vikingatida Ängby. Vid området närmast söder om Bällstavägen framträder gravarna tydligt. Här finns 68 gravar, bland annat 11 högar och 46 runda stensättningar. Gravfältet, som är från järnåldern ca 500 f.Kr.–1050 e.Kr., ligger på ömse sidor om Bällstavägen i Björklunds hage. Björklundstorpet låg tidigare på krönet nära Bällstavägen i anslutning till gravfältet. En smed vid namn Björklund lär i slutet av 1800-talet ha bott i torpet. En trappa från Bällstavägen visar torpets plats. Björklundstorpet vandaliserades och eldhärjades under 1950-talet och det revs sedan.

### Ängbystenen
Vid Runstensvägen, nära Stora Ängby, står en runsten, Ängbystenen. Den står kvar på den plats där den restes på 1100-talet. Texten lyder: "Udd lät resa stenen efter Björn, Ingrids fader. Han var Vides arvinge... ...." Slutet av texten har vittrat bort. Udd var troligen Ingrids man och har ärvt gården efter hennes far Björn. Stenen restes troligen för att kungöra dessa arvsförhållanden. I närheten av stenen passerade förmodligen vägen till gården.

### Gravfältet Komötet
Flera gravfält från yngre järnåldern, som går under namnet "Komötet", ligger i ett skogspartiområde mellan Bällstavägen och Vultejusvägen. Gravfältet ligger på en höjd söder om Stobaeusvägen och norr om hörnet av Peringsköldsvägen och Liljegrensvägen. Där finns en informationsskylt uppsatt. Komötet ligger på ett krön av en sydvästsluttning på en större moränrygg. Gravfälten bör ha tillhört bebyggelse som funnits på platsen under den yngre järnåldern innan den medeltida gården Stora Ängby tillkom.

### Lilla Ängby gård i Blackeberg
Egendomen Lilla Ängby bildades under 1700-talet genom att avskiljas från Stora Ängby. Vid slutet av 1800-talet köptes gården, Lilla Ängby gård i Blackeberg, av "snuskungen" Knut Ljunglöf, som också ägde Blackeberg, Råcksta och Beckomberga. Vid Blackebergsvägen nedanför Lilla Ängby gård sår en milsten, som sattes upp 1778. Milstenen, en 1/4 milsten, vid Lilla Ängby stod utmed 1600-talets landsväg mellan huvudstaden och färjeläget vid Tyska Botten. Den gamla landsvägen gick från Stockholm via nuvarande Sundbyberg och Bällsta fram till Tyska botten, varifrån det gick båtfärja till Drottningholm. En skålgropssten (RAÄ 157) finns omedelbart norr om Södra Ängby skola i dungen i korsningen Zornvägen-Blackebergsvägen. I gropen tror man att bronsålderns Ängbybor offrade till gudarna. Alldeles invid Lilla Ängby gård ligger Ängbykyrkan, som är ritad av arkitekt Björn Hedvall och invigdes 1959. Kyrkan har en fristående klockstapel och kyrkans yttre har drag av gamla upplandskyrkor. Under kyrkorummet ligger Ängbysalen, som är en samlingssal. 

### Karsviks Östergård och Karlsviks hage
Karsviks Östergård är en unik kvarleva från de gamla bondebyarnas tidevarv. Karsviks Östergård ligger vid Tegnebyvägen i Norra Ängby. Byn Karsvik låg vid den nu försvunna Ängbysjöns norra strand. Vid 1629 års donation bestod byn, liksom långt in på 1800-talet, av Västergården, Mellangården och Östergården. Karsviks bevarade Östergård är en parstuga av nordländsk typ och består av förstuga, kammare, vardagsstuga (kök) och herrstuga (sal). Under lång tid har den fungerat som bostad åt statare i Åkeshov. Stugan var hårt sliten och restaurerades 1934. Östergården vid Karsvik är ett exempel på hur bönderna byggde sina stugor i Brommas medeltida byar.
Karsviks hage används sedan 1990-talet som scoutstuga för Mälarscouterna.

## Bebyggelsen

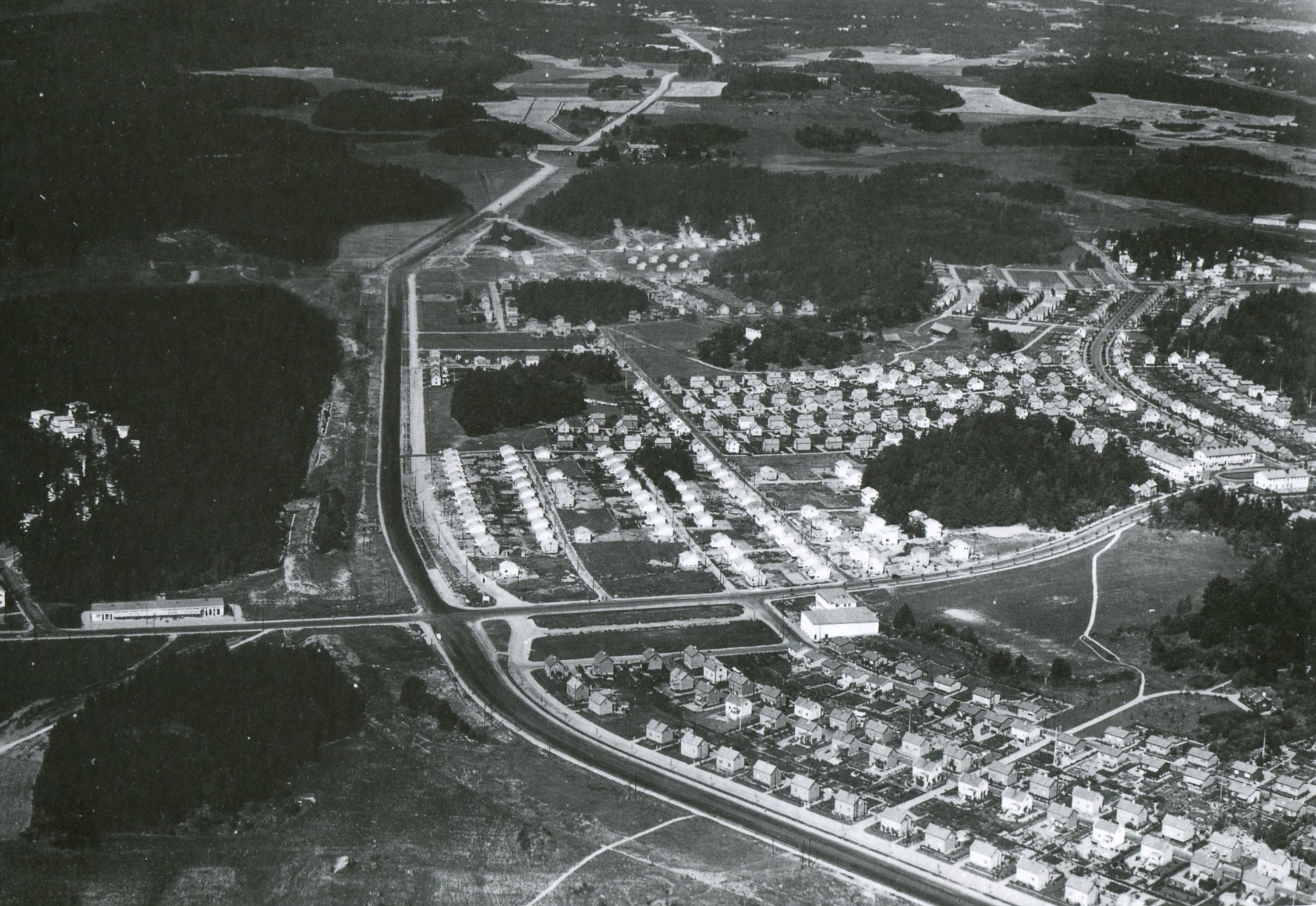
Flygfoto från 1930.

Norra Ängby blev Stockholms största småhusområde med 1 320 egna hem, byggda under åren 1930–1941. Det består av trähus i ett eller två plan samt ett radhusområde. Egnahemsvillorna uppfördes som självbyggeri under fastighetskontorets regi med Axel Dahlberg, fastighetsdirektör i Stockholm under åren 1933 till 1945, som drivande kraft bakom projektet och med arkitekt Edvin Engström som ritade några typhusvarianter.
Principen med självbygge var att den blivande husägaren inte skulle betala någon kontantinsats, utan såsom ovan nämnts, istället utföra eget byggarbete på sitt hus motsvarande 10 procent av byggkostnaden. Det organiserade självbyggeriet initierades av Stockholms stads småstugebyrå. Resten utgjordes av lån i stadens tomträttskassa. Det kostade omkring 10.000 kronor att bygga ett 1 ½-planshus vid 1930-talets början. Radhusområdet i kvarteret Runan vid Bällstavägen tillkom 1931–1940 efter arkitekt Uno Åhréns ritningar för HSB.
Mellan Stockholms stad och småstugeägaren upprättades tomträttskontrakt för en tid av 60 år. Kontrakten för flertalet av tomterna har idag löpt ut och förnyelse för en 10-årsperiod har tecknats. Numera erbjuds också husägare att köpa sin tomtmark. 

### Stadsplan

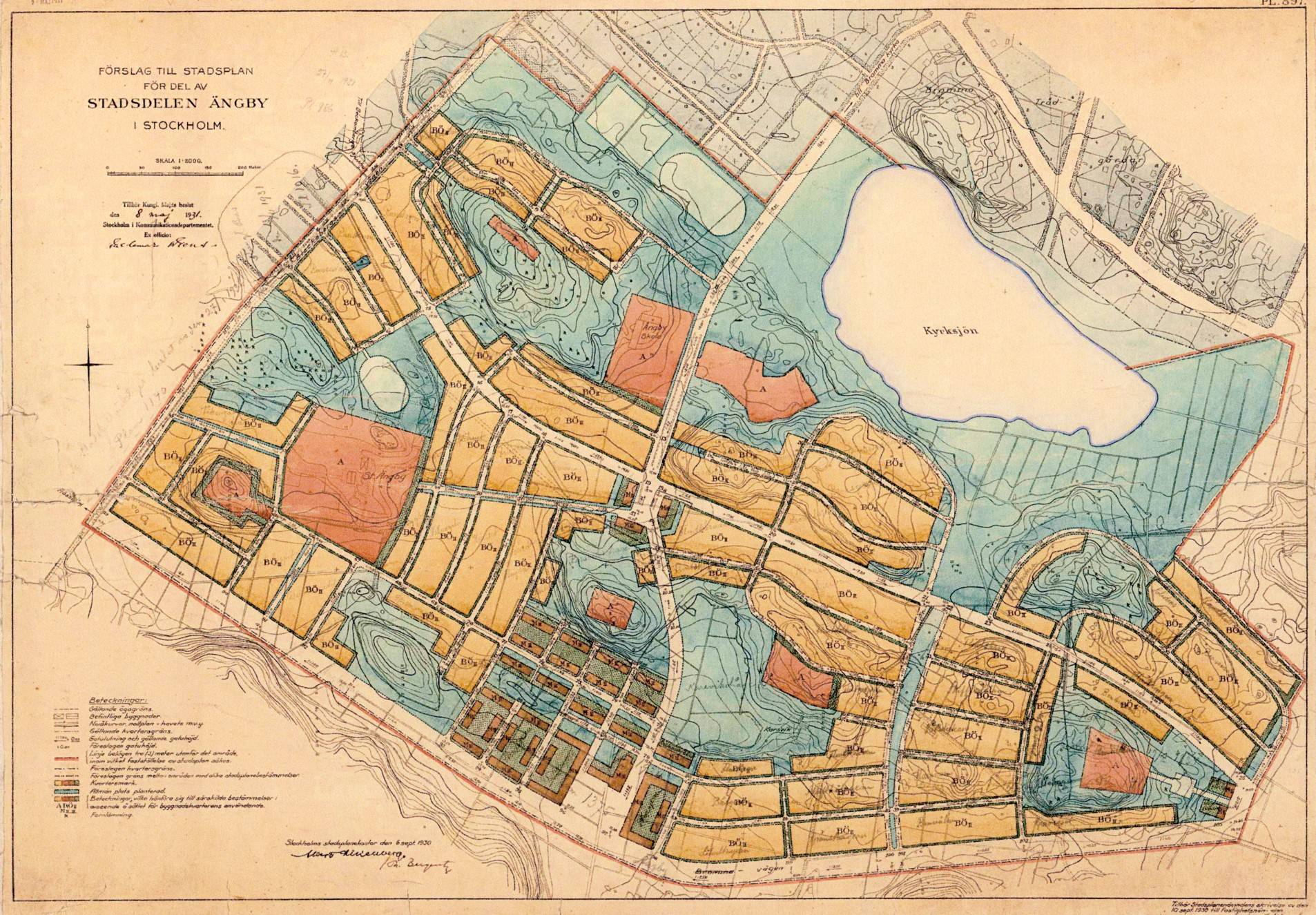
Stadsplan för Norra Ängby 1930.

Redan 1904 hade staden köpt in bland annat egendomarna Åkeshov och Stora Ängby för framtida expansion och exploatering. Arbetet med att anlägga vägar och att gräva för vatten och avlopp i Norra Ängby började inte förrän hösten 1930. Stadsplaneförslaget för Norra Ängby presenterades 1930 och var signerat av stadsplanedirektören Albert Lilienberg och arkitekten Thure Bergentz. Planen karakteriseras av slingrande bostadsgator och bebyggelse med småstugor som ligger något indragen längs gatorna. Hustyperna grupperades så att ett kvarter eller en gatusträckning fick ett enhetligt utseende.

### Småstugor genom självbyggeri

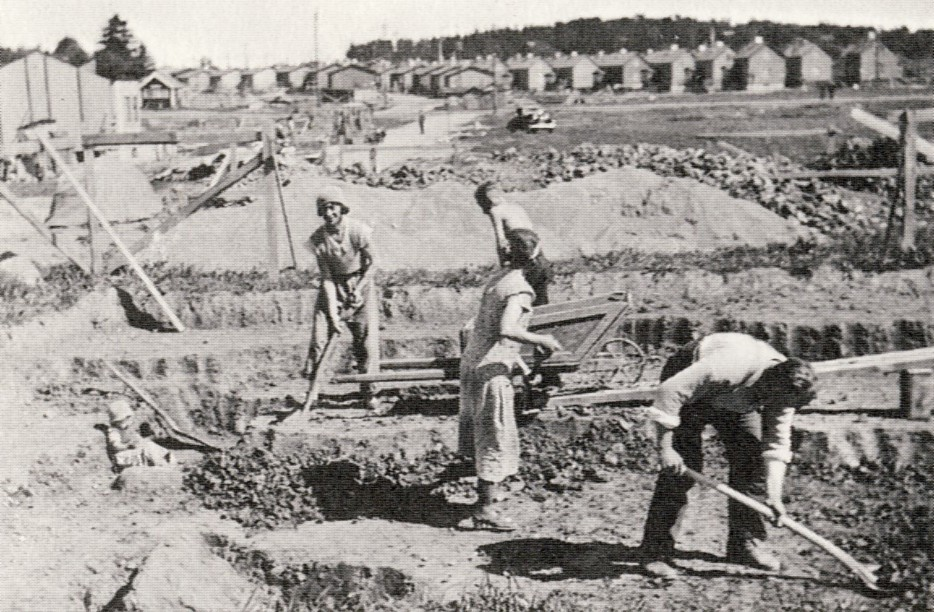
Småhusbyggare i Norra Ängby ca 1935.

1931 bildade "nybyggarna" en trädgårdsstadsförening. I området närmast Ängby slott började byggandet och det fortsatte sedan under hela 1930-talet. Under ledning av Stockholms stads fastighetskontor byggdes här åren 1931–1938 1 200 småstugor genom självbyggeri. 1931 stod 201 hus klara och de var huvudsakligen av typen ett och ett halvt plan. 1932 uppfördes 286 hus och då infördes en ny hustyp, det var enplanaren, hus med en våning över markytan. Därefter byggdes omkring 165 hus per år och 1938 fanns totalt 1 310 egna hem i Norra Ängby. Byggandet skedde i regi av Stockholms stads småstugebyrå, numera SMÅA. Småstugebyrån köpte in material och husen uppfördes som självbyggen. Tjänstemännen fick själva bidra med sin arbetskraft, vilket skulle motsvara en tiondel av hela byggets kostnad, detta för att slippa en hög kontantinsats. De blivande husägarna fick hämta materialet i ett förråd, som låg snett emot Norra Ängby skola. För att husen skulle vara billiga och lätta att uppföra fabrikstillverkades byggnadsdelarna i element av till exempel golvdelar, väggdelar och takdelar, som byggts ihop på fabrik. Ytterväggarna levererades i hela sektioner, det var början till dagens monteringsfärdiga hus. Stadens myndigheter ville med småstugeområdena skapa egnahem med trädgård i en vacker miljö åt arbetare och lägre tjänstemän. Beroende på storlek och planlösning kunde ett småhus till exempel bestå av sex volymelement. Byggnadsdelarna var således ofta prefabricerade eller förtillverkade byggnadselement. Bebyggelsen i Norra Ängby placerades i huvudsak på det som tidigare varit åker och de skogbevuxna områdena sparades som grönytor, som skulle vara tillgängliga för alla. Området bebyggdes under åren fram till 1940 med småstugor. Under 1948–1949 tillkom en del enplansvillor vid gränsen mot Råcksta.

### Radhusbebyggelse
Bebyggelsen i Norra Ängby består också av radhus. De radhus som ligger utmed Bällstavägen uppfördes 1931 av HSB, Hyresgästernas sparkasse- och byggnadsförening. Det var en grupp yngre arkitekter, som lanserade att bygga radhus i Ängby. Hustypen ansågs vara något av "modebyggnad". Som ovan nämnts byggdes i kvarteret Runan vid Bällstavägen 1931–1940 efter arkitekt Uno Åhréns ritningar för HSB. I området har också kompletterande bebyggelse skett ända in i våra dagar.

### Ängby torg

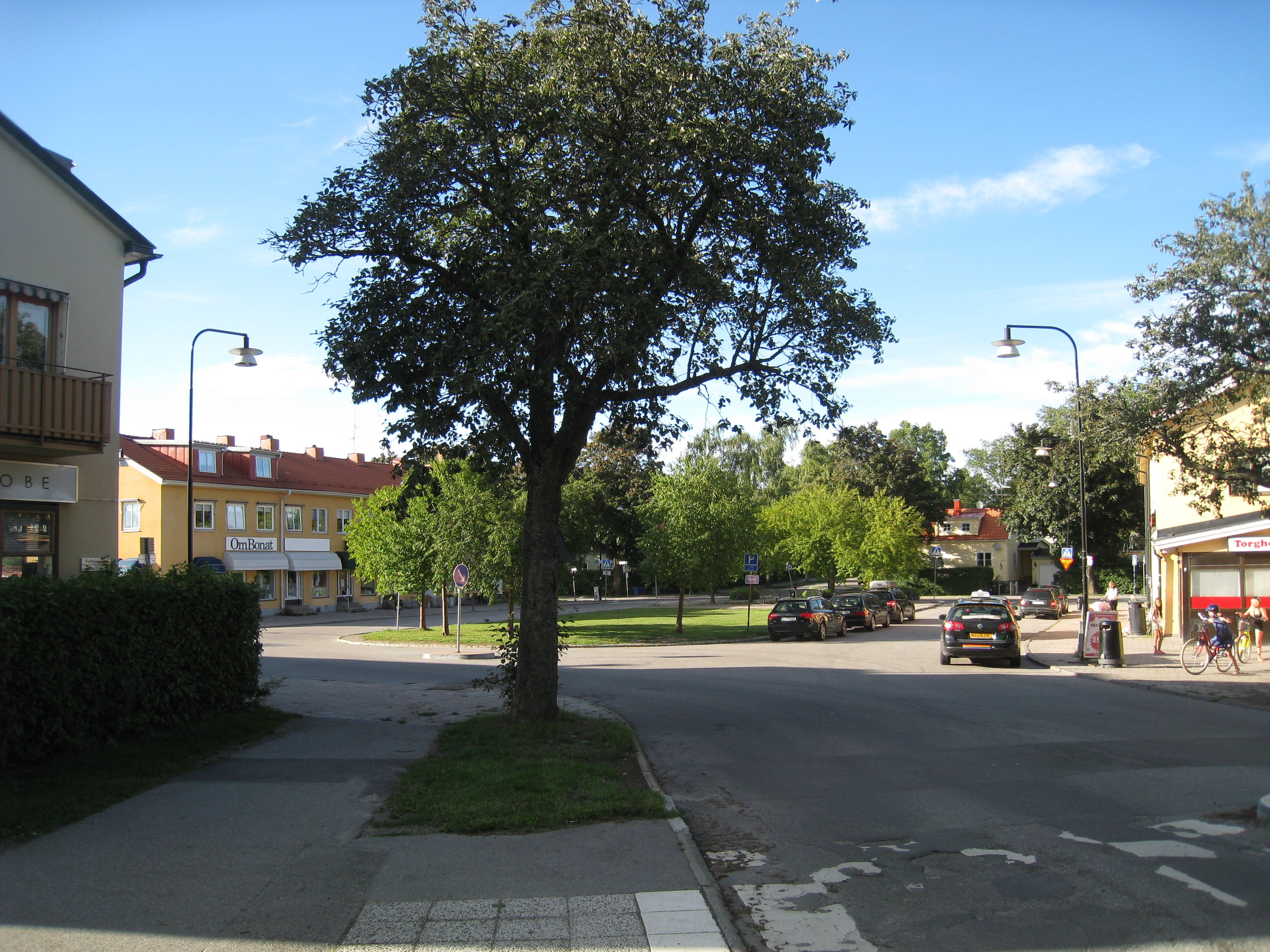
Ängby torg vid Vultejusvägen från syd.

I områdets mitt ligger Ängby torg, som är ett typiskt trädgårdsstadstorg omgivet av flerbostadshus med butiker i bottenvåningen och plantering i mitten. De första husen var inflyttningsklara sommaren 1930. Marken uppläts med tomträtt av staden.

### Ängbyplan
En envånig affärslänga med arbetarbod och manufaktur byggdes vid själva Ängbyplan. I affärslängan kunde man också köpa mjölk, kött och specerier. Denna byggnad fanns kvar en bit in på 2010-talet och var klädd med blå plåtpanel. Sedan 2012 är den ersatt med radhusbebyggelse. 1946 uppfördes på tomten intill en barnstuga. Till det yttre är Ängbygården i stort sett oförändrad och fungerar fortfarande som daghem. Från början fanns det utrymmen där för spädbarn, "koltbarn", "barnträdgårdsbarn", "eftermiddagsbarn", ett "lekkök" och en läkarmottagning.

### Runstensplan
I området kring rondellen där Långskeppsgatan, Beckombergavägen och Bällstavägen möts ligger Runstensplan. Vid denna plats finns ett mindre grönområde och ett antal affärer, varav några av dessa är en del av en affärslänga som utgörs av ett radhus. Det finns även en busshållplats, vilken är en del av busslinjen 113 och har namnet Runstensplan. I närområdet till platsen ligger Runstensvägen där en runsten som kallas Ängbystenen står, vilken troligen givit Runstensplan sitt namn.

### Spädbarnshemmet
En byggnad som ligger i vinkel alldeles intill tunnelbanestationen uppfördes 1948. Byggnaden rymde ett spädbarnshem med bostadsrum för personalen och var enligt sin tid en förstklassig barnhemsanläggning. Nu används huset som förskola och fyller en del av det stora behov av barnomsorg, som finns i bostadsområdena Norra Ängby och Södra Ängby.

### Ängbyplan tunnelbanestation
När Ängbyplan tunnelbanestation öppnades den 26 oktober 1952 hette stationen Färjestadsvägen. Då gick tunnelbanan från Vällingby via Färjestadsvägen till Hötorget. Stationen fick sitt nuvarande namn Ängbyplan 1962.  

### Norra Ängby skola

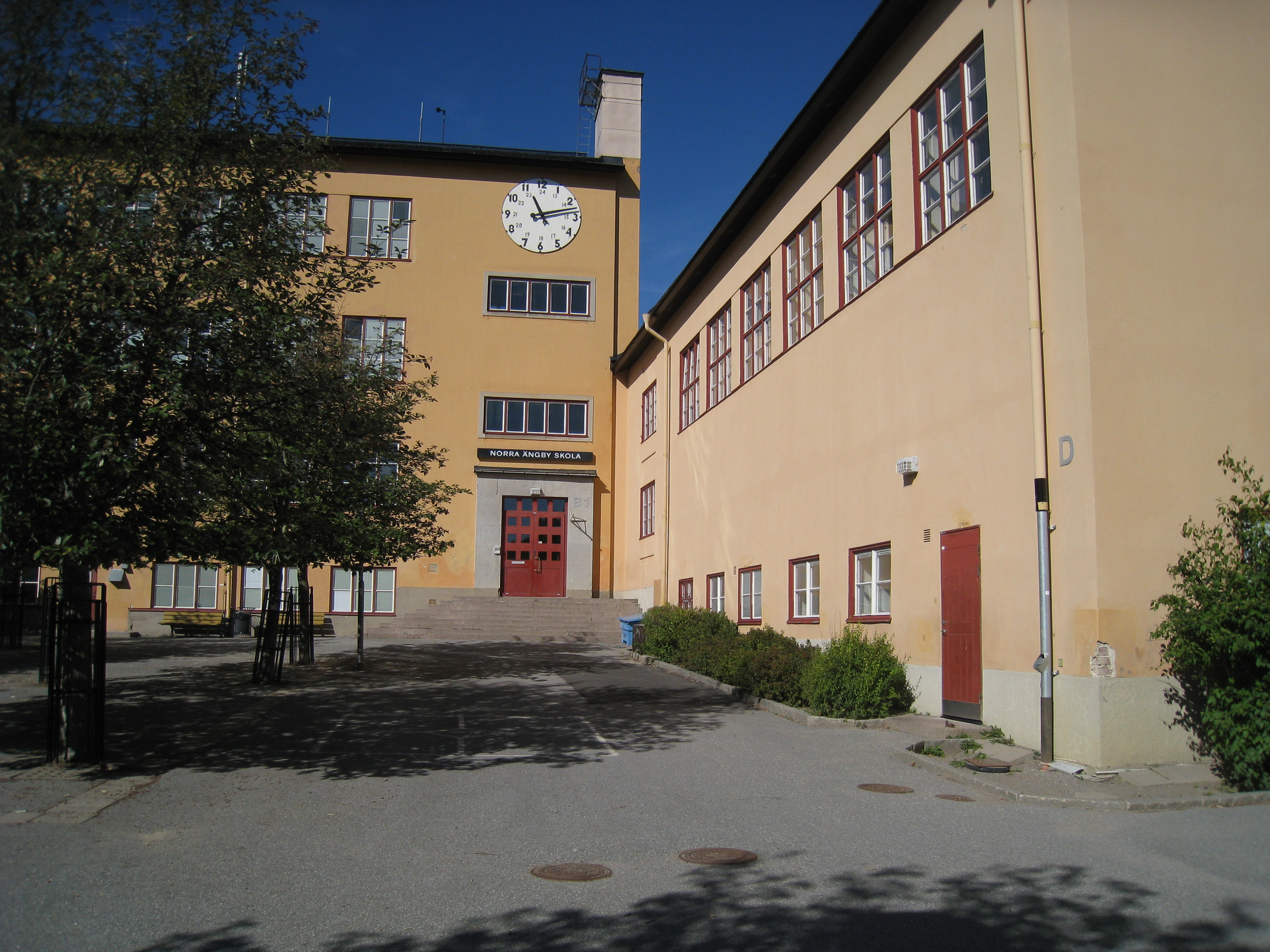
Norra Ängby skola på Vultejusvägen 20.

På Vultejusvägen 20, snett emot Kyrksjölötens naturreservat, ligger Norra Ängby skola, som invigdes i maj 1936, arkitekt var Ture Ryberg. Norra Ängby skola grundades redan 1930 och byggdes 1936. Skolan har undervisning i årskurserna 1–6 samt förskoleklass.

### Området kring Ängby slott
Ängby Allé leder i väster fram till Stora Ängby slott, även kallat Ängby Slott. Det var den tidigare egendomen Stora Ängby, som är en herrgård från 1690-talet. På höjden norr om slottet ligger fatburen, Fatburen vid Stora Ängby, en gammal förrådsbyggnad från 1690-talet. Fatburen är delvis byggd av stockar från 1500-talet. Fatburen anses vara Stockholms äldsta träbyggnad. Nedanför fatburen, på den plats där midsommarfirandet årligen äger rum, låg ladugården. Det tidigare stallet har restaurerats. Intill finns parken Björklunds hage som har lekplatser för barn, basket- och tennisplaner och 4H-verksamhet.
I skogsbrynet norr om fatburen ligger Ladugårdskarlens torpstuga vid Stora Ängby. Det är en röd liten stuga från 1700-talet. Där bodde ladugårdskarlen. Huset används av personal verksamma i Björklunds hage. Utmed promenadvägen till vänster om slottet ligger den gamla smedjan. Den har under senare tid använts som förråd.

### Drottning Elizabeth II besök i Norra Ängby
Under sitt statsbesök 1956 bad drottning Elizabeth II av Storbritannien att få besöka ett typiskt svenskt hem. Klockan 11 på förmiddagen den 9 juni besökte hon tillsammans med Sveriges kung Gustaf VI Adolf familjen Larssons småstuga på Anundsvägen 49.

## Demografi
Den 31 december 2021 hade stadsdelen 6 230 invånare, varav 15,0 procent med utländsk bakgrund.

## Bilder

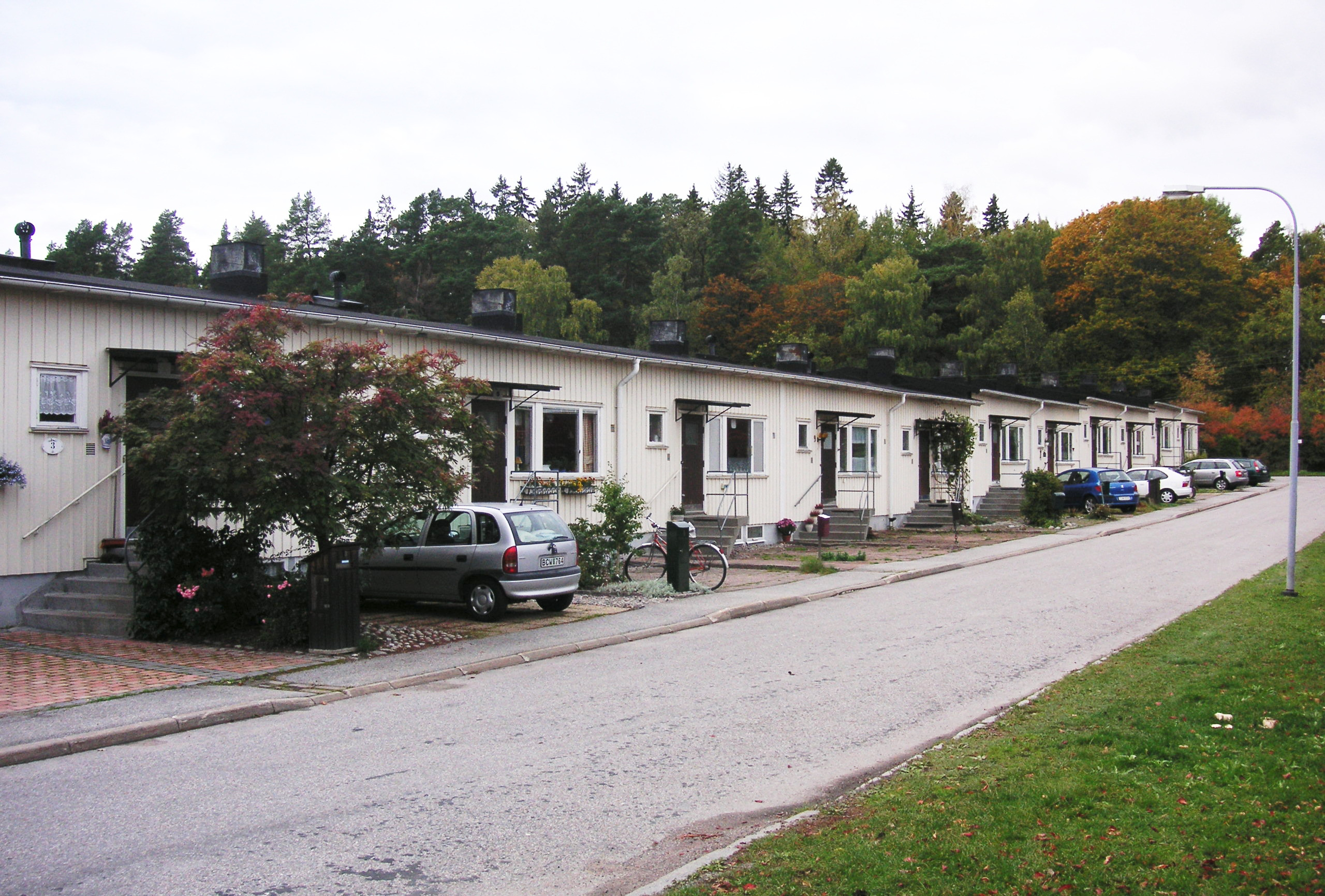
Radhusområdet.
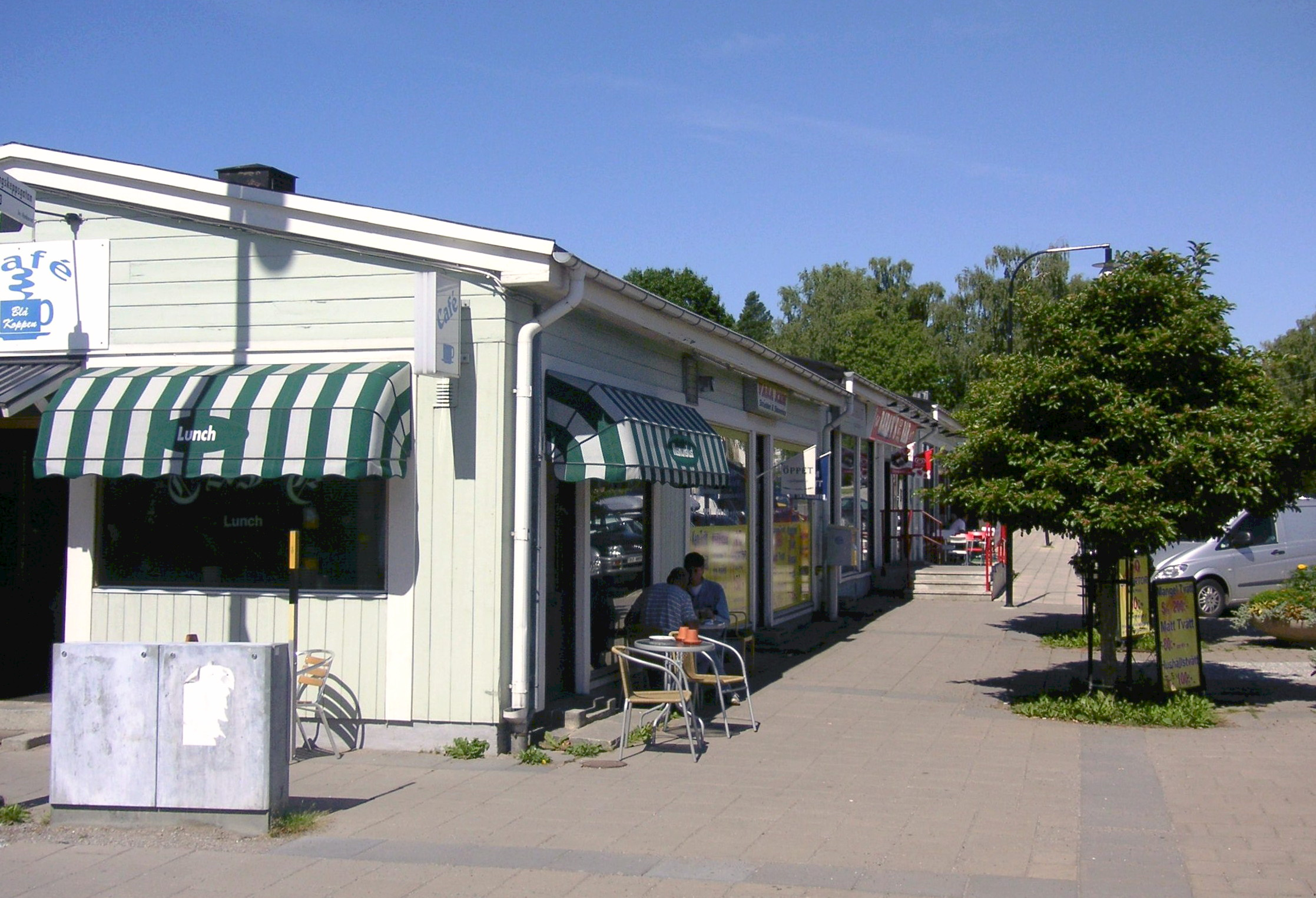
Affärslängan Runstensplan.
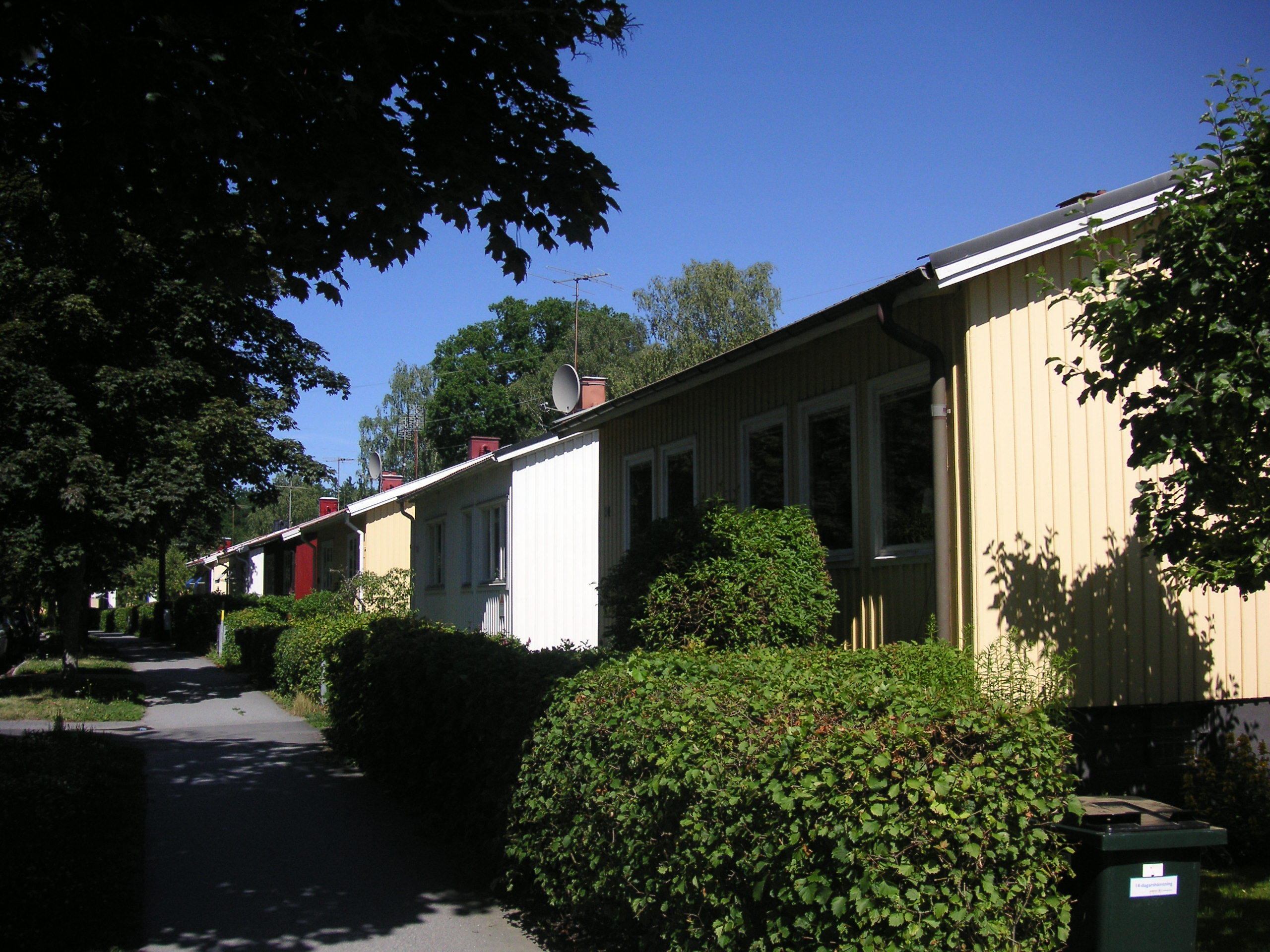
Enplanssmåhus.
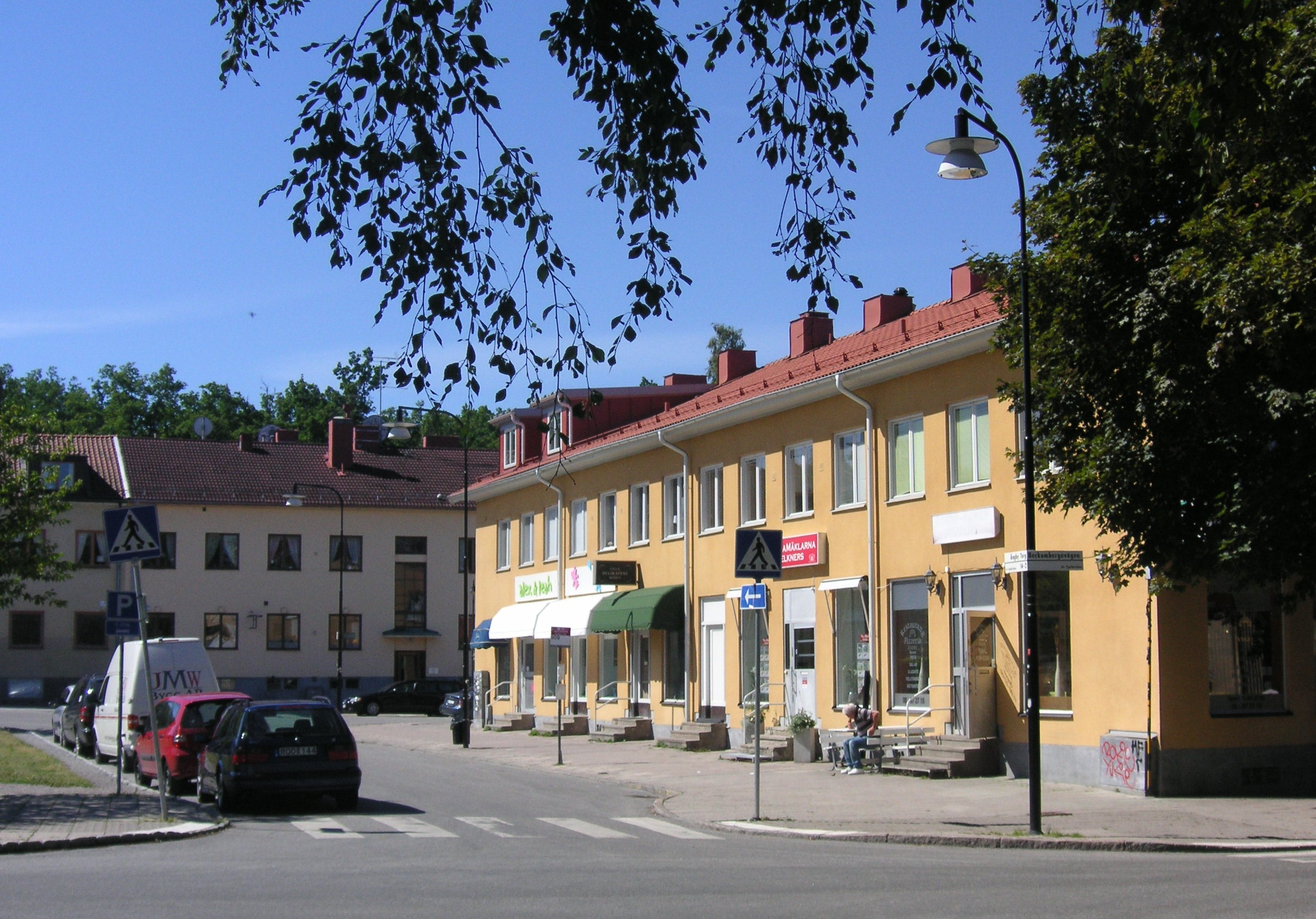
Ängby torg.

Äldre byggnader

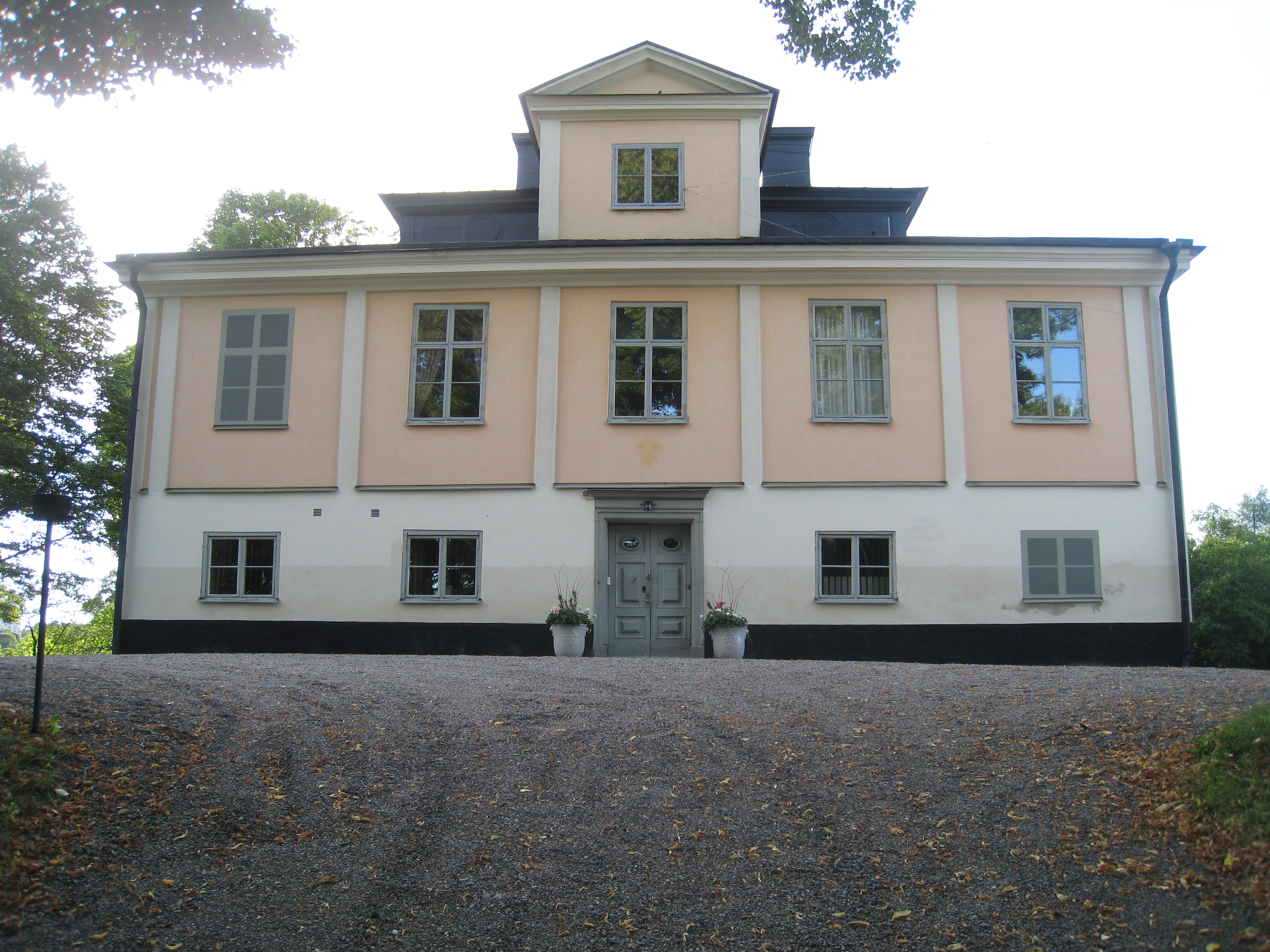
Stora Ängby slott, uppfördes på 1690-talet, vy från norr.
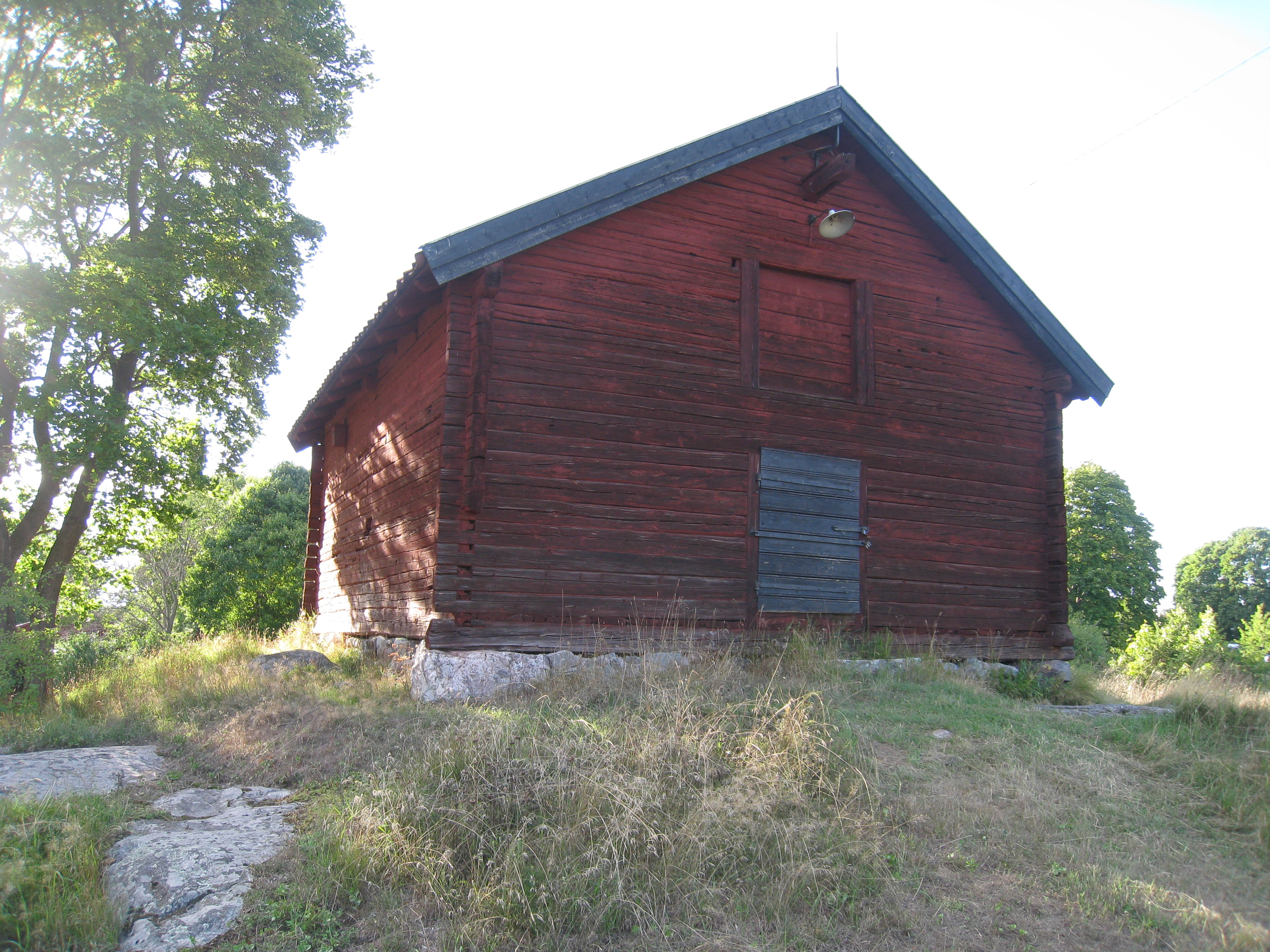
Fatburen vid Ängby slott är från 1690-talet.
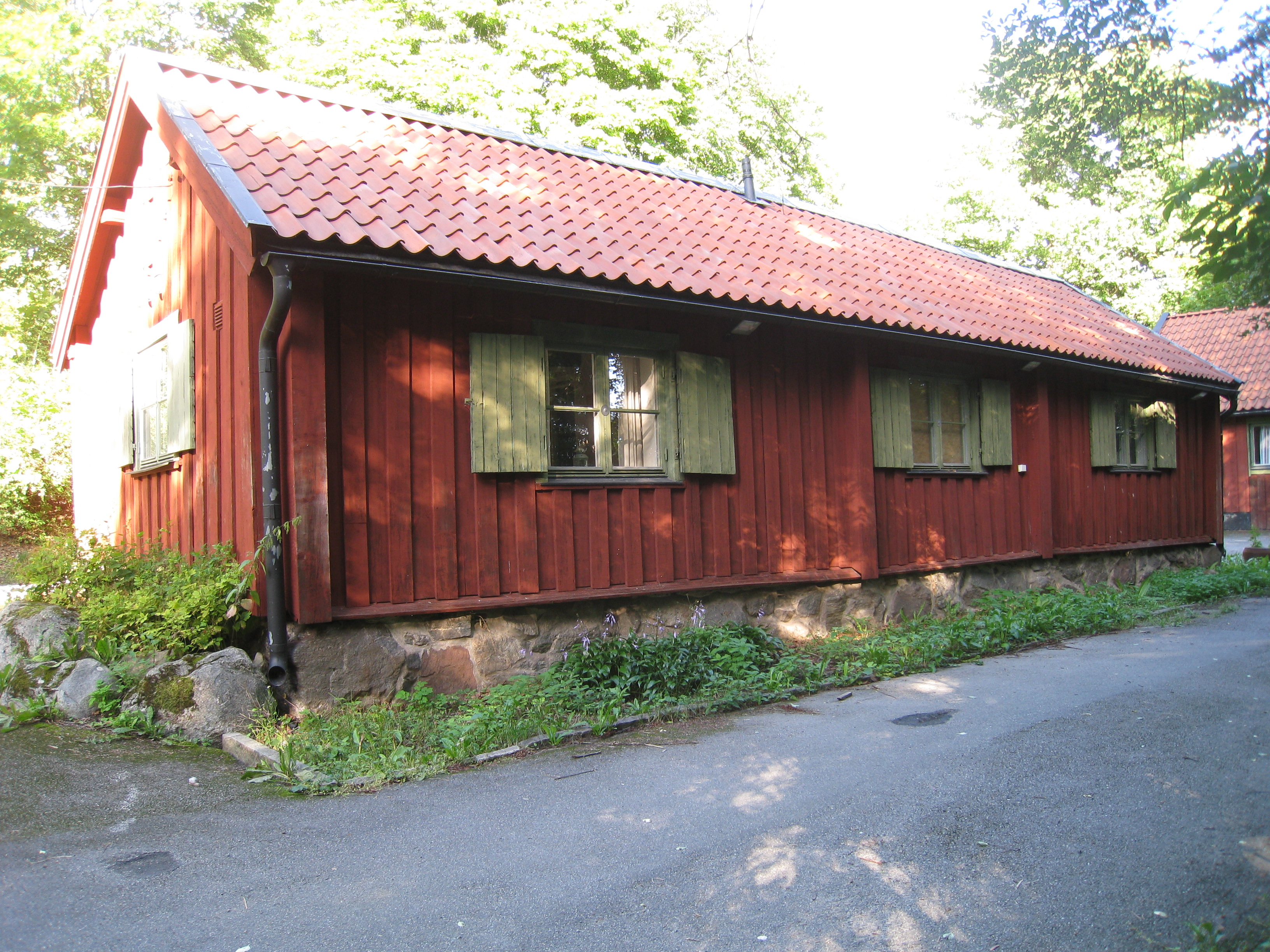
Karsviks Östergård, byggd på 1600-talet.
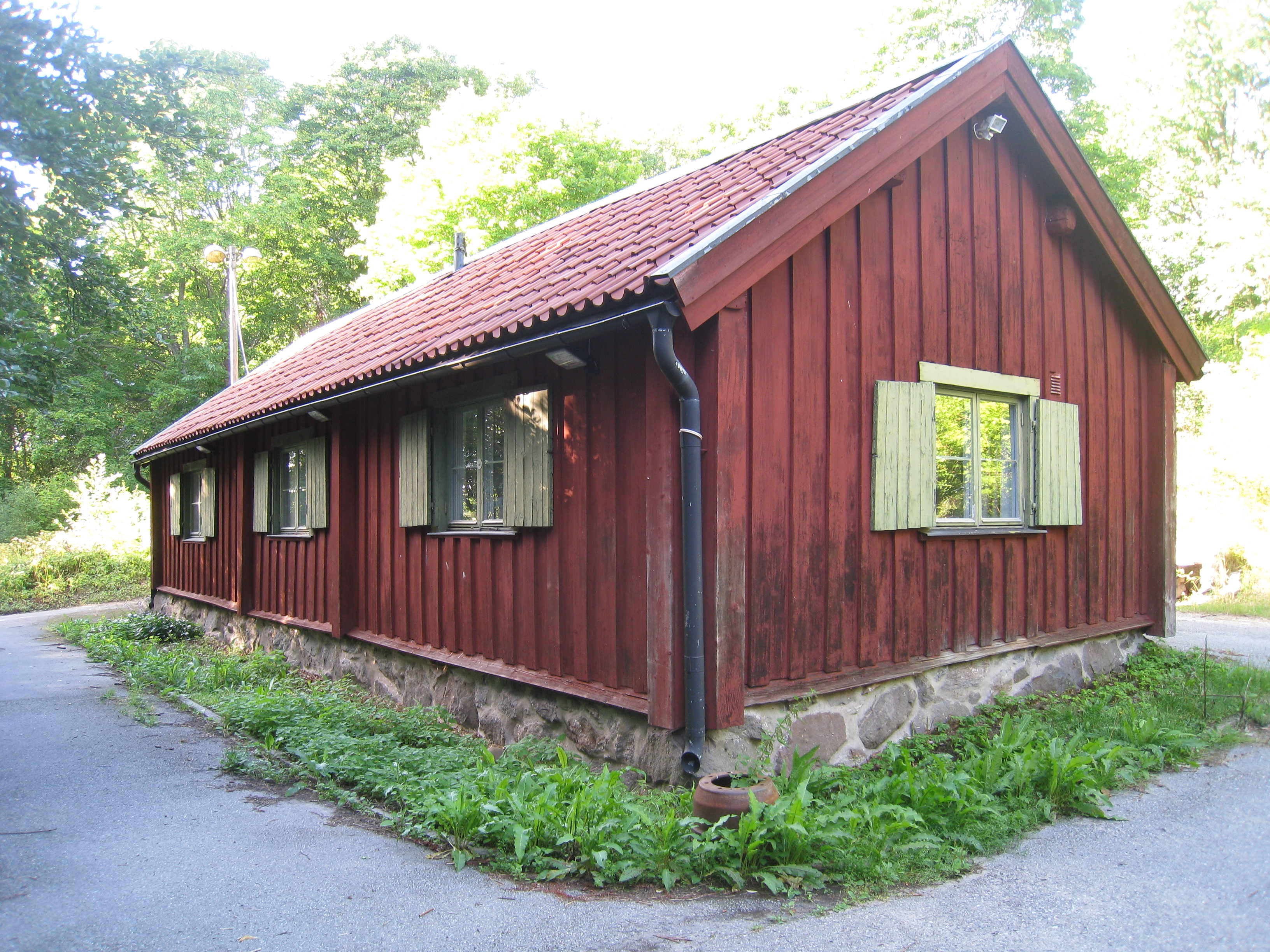
Karsviks Östergård, vy från öster.

Fornminnen

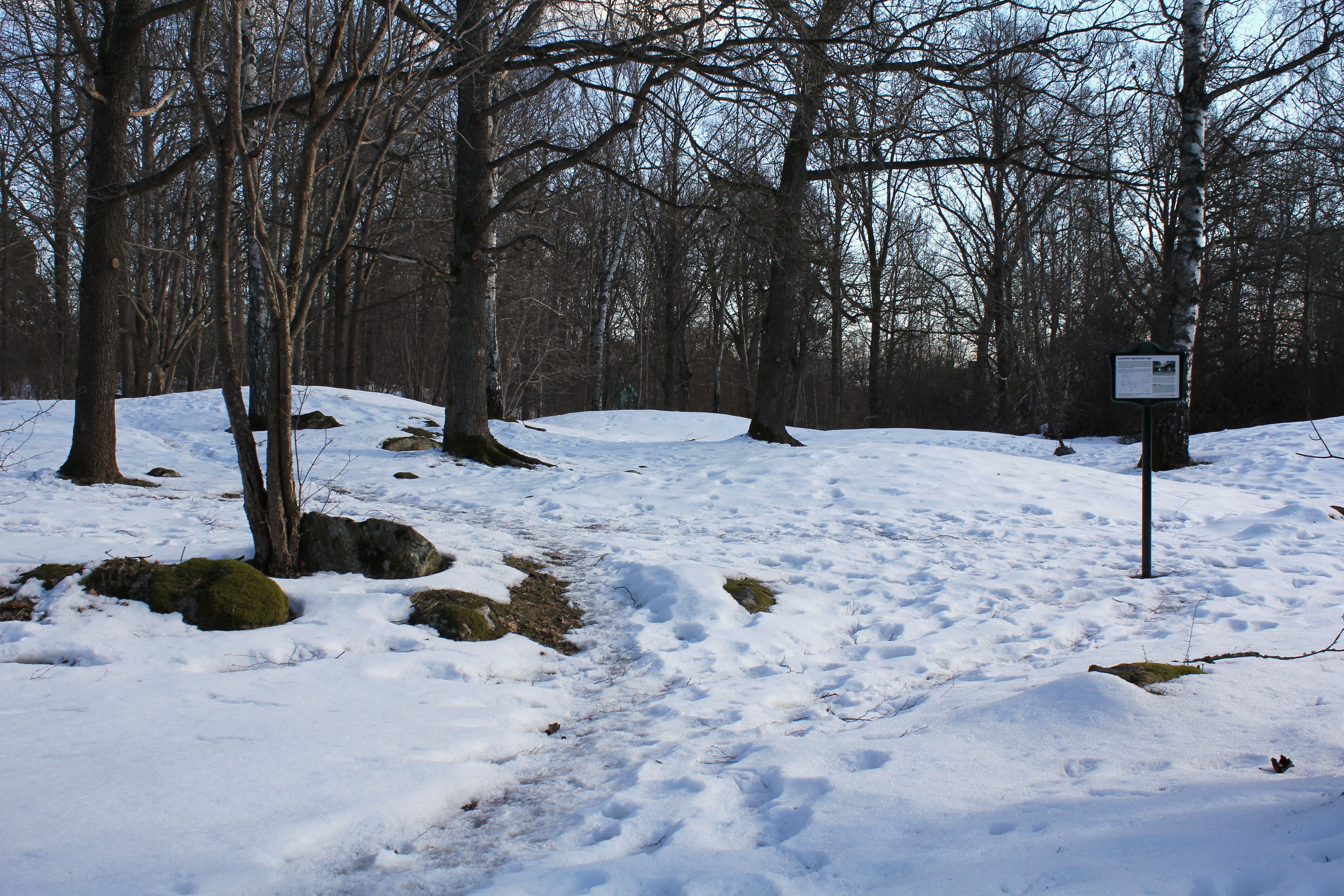
Björklunds hage ligger i området söder om Bällstavägen.
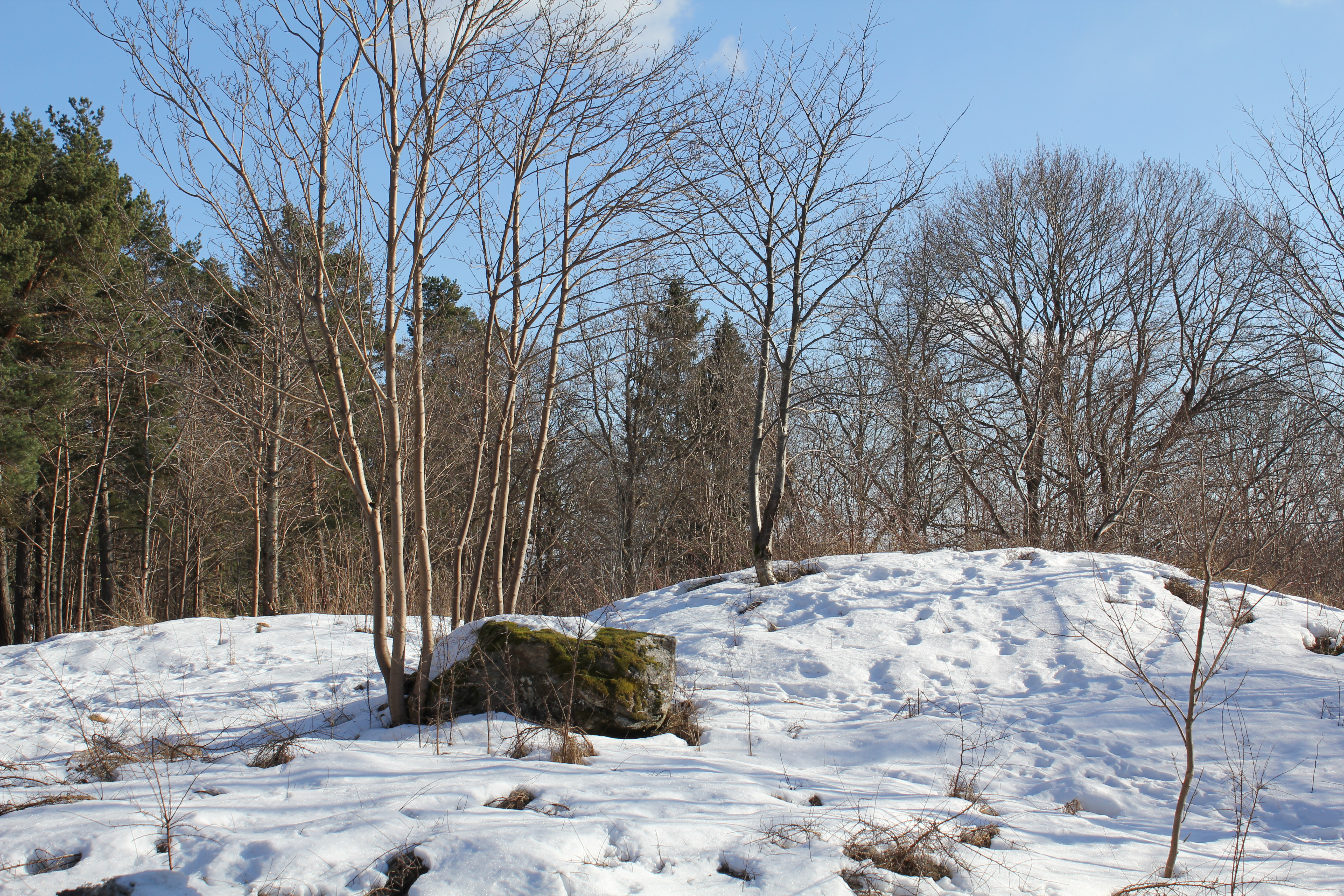
Komötet, ett gravfält från yngre järnåldersgravfält (550–1050 e.Kr.).
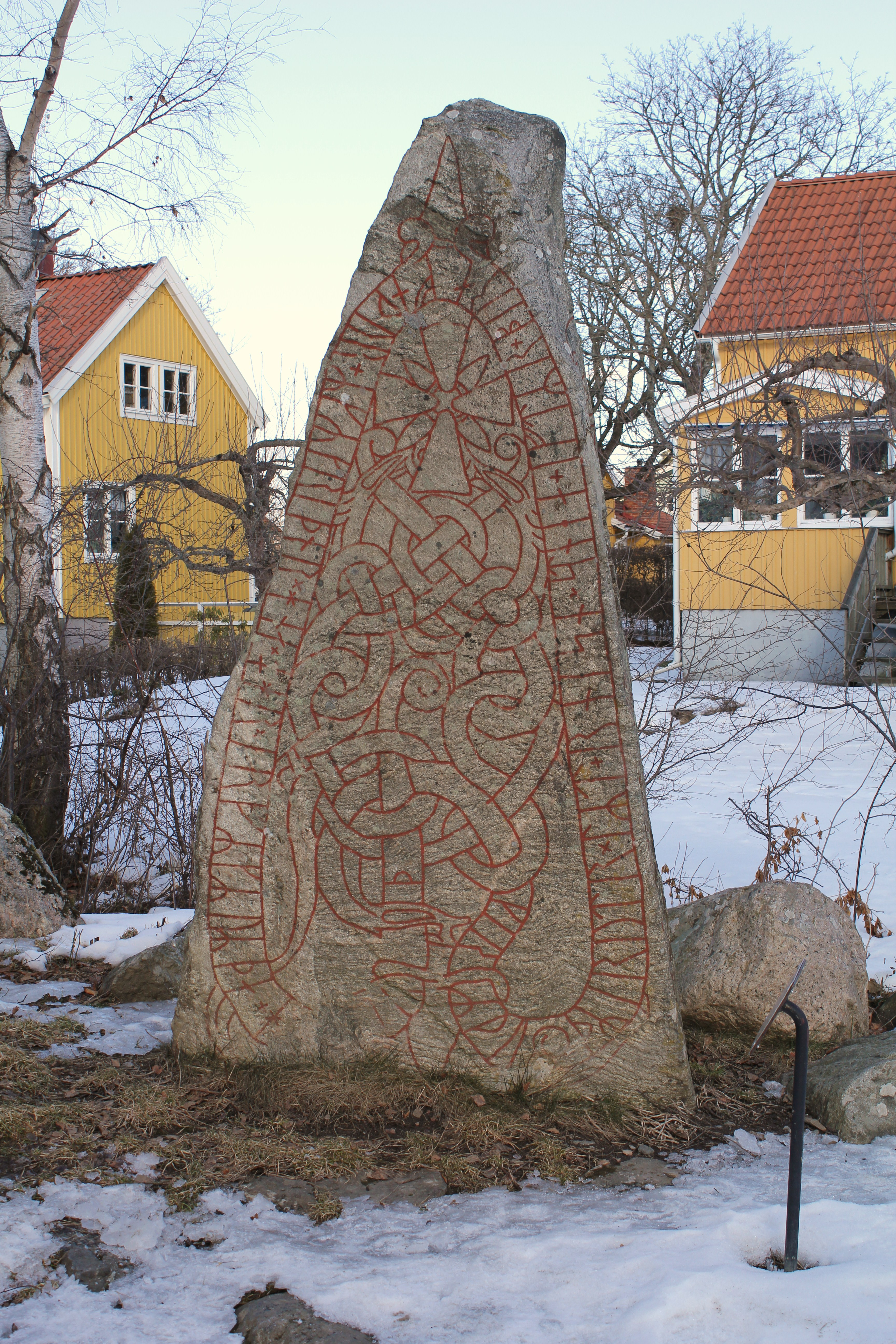
Ängbystenen, runstenen står kvar på den plats där den restes på 1100-talet.
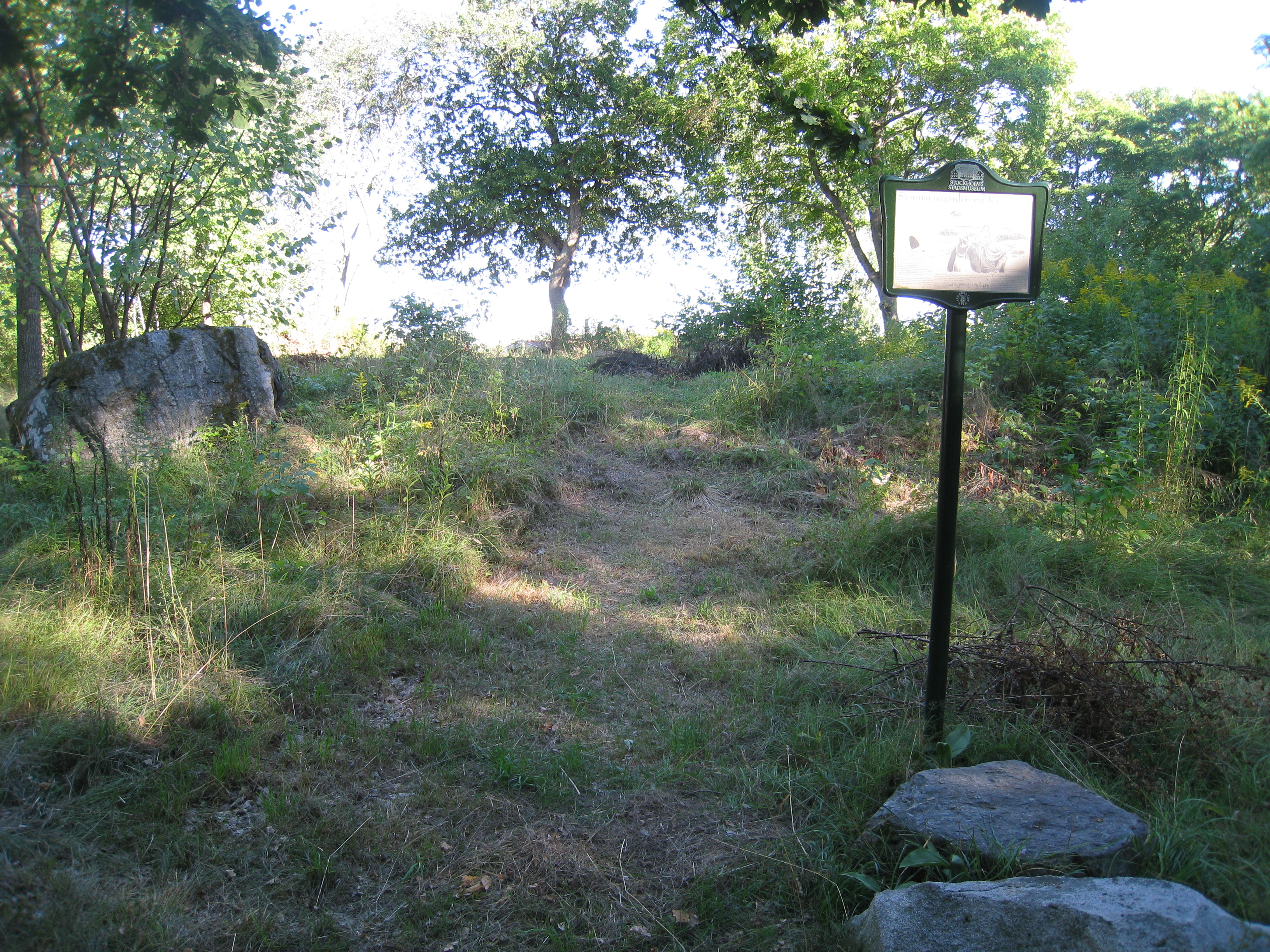
Karsviks platåhus.